# Conector IEC

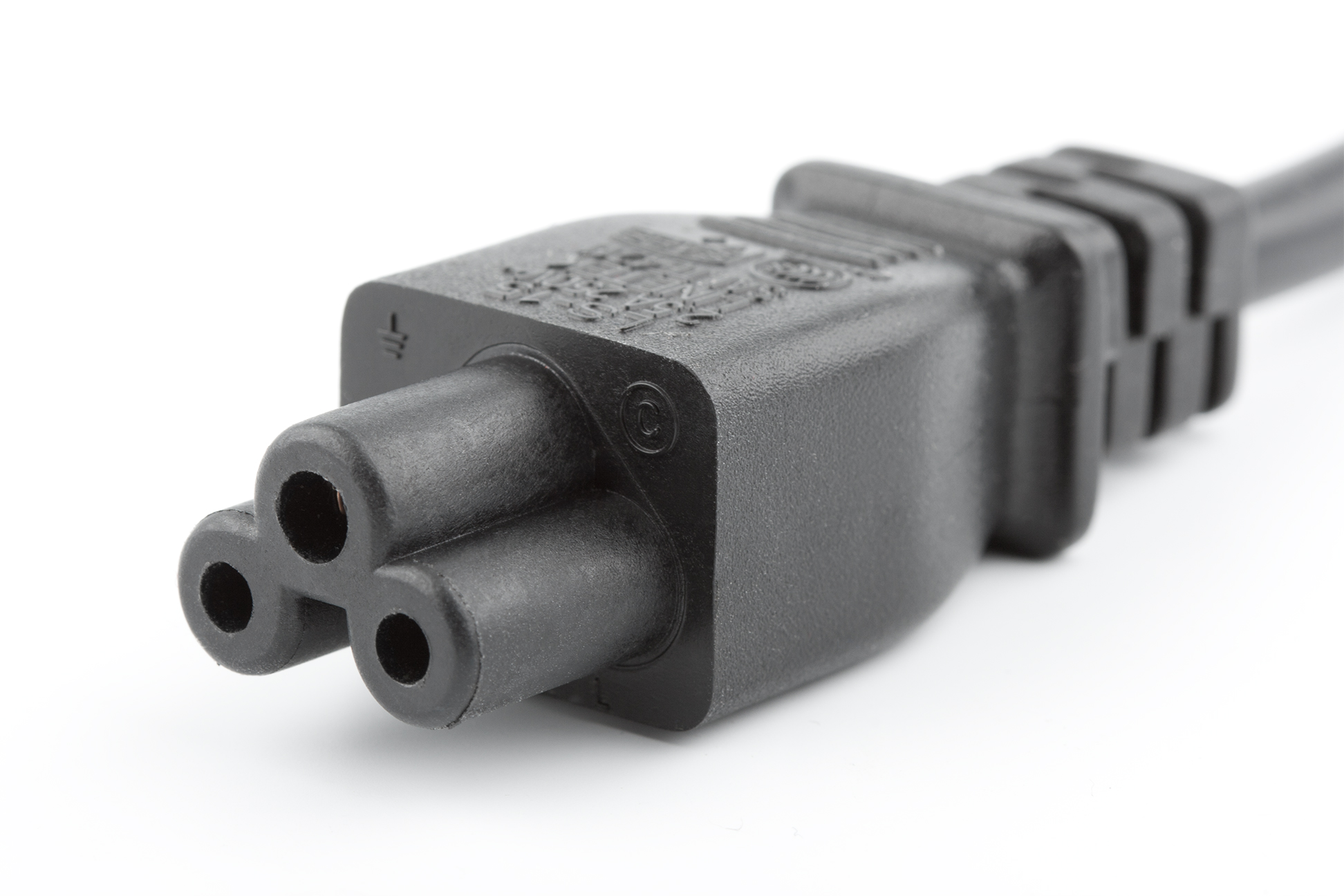
Conector IEC C5

Conector IEC (International Electrotechnical Commission) es el nombre común del conjunto de trece conectores de alimentación eléctrica y trece paneles de enchufe, definidos en la especificación IEC 60320 (anteriormente IEC 320) de la Comisión Electrotécnica Internacional (IEC).
En la especificación IEC 60320, se denomina y define: “conector” (al conjunto conectores de alimentación eléctrica) y “entrada” (al conjunto de paneles de enchufe).
Los conectores se suelen designar por parejas. En cada caso, el conector (contacto metálico tubular o «hembra») es designado por el número impar, mientras que la entrada (contacto metálico cilíndrico o «macho») se designa por el par. Así, un cable con conector C1 se fija en una toma de chasis C2, y un C15A en un C16A. La mayoría son polarizadas (aunque, por supuesto, ser una norma en todo el mundo que a menudo estar conectados a las tomas de corriente no polarizadas), las excepciones son C1, algunos C7 y todos los C9. Todos los límites de voltaje son 250 voltios (V) en corriente alterna (CA). Todas las temperaturas máximas son de 70 °C, a menos que se indique lo contrario.
Cuando se usa sin otros calificadores, por lo general, conector IEC se refiere específicamente a los conectores C13 y C14.
Algunos tipos existen tanto como conectores de cable y como conectores de panel para su uso como prolongadores, pero son los menos comunes. Incluyen conectores de dos y tres conductores con diferentes rangos de capacidades y temperaturas de funcionamiento, todos diseñados con el propósito de conectar una red eléctrica doméstica a un equipo mediante un cable de alimentación eléctrica. Permiten cambiar los cables de alimentación con gran facilidad para los fabricantes de equipos, que pueden venderlos en cualquier parte del mundo siempre que su equipo pueda operar en una red eléctrica tanto de 120V o 240V, y 50 o 60 Hercios (Hz).

## Clases de aislamiento eléctrico
Además de tener toma de tierra o no tener, estos conectores se diferencian de acuerdo a su clase de aislamiento eléctrico.
- Clase 0: no tienen toma de tierra y presentan un único nivel de aislamiento.
- Clase I: tienen sus chasis conectados a la toma de tierra.
- Clase II: equipos con doble aislamiento eléctrico que no necesitan una conexión de seguridad a una toma de tierra.
- Clase III: diseñados para ser alimentados desde una fuente de alimentación SELV (Separated or safety Extra-Low Voltage, “Separada o segura de Extra Bajo Voltaje”).

## Conectores C1 y C2
| - Conectores no polarizados. - Conectores de dos clavijas. - Máximo de 0,2 Amperios (A). - Se utilizan frecuentemente en máquinas de afeitar eléctricas. | Cable con conector C1 (conector). Conector de chasis C2 (entrada). |
| |                                                                    |
| Cable con conector C1 (conector). | Conector de chasis C2 (entrada).                                   |

## Conectores C3 y C4
| - Conectores polarizados. - Conectores de dos clavijas. - Máximo de 2,5 Amperios (A). - Similar a los conectores C5/C6, excepto por una muesca que sirve de guía para marcar la orientación correcta. - Fue retirado del estándar. | Conector C3 (conector) |
| |                        |
| Conector C3 (conector) |                        |

## Conectores C5 y C6
| El conector C5 de 3 clavijas y 2,5A. Coloquialmente se les llama: - “Mickey Mouse”, porque la sección transversal se parece a la silueta del personaje de Disney, - Clover Leaf (hoja de trébol). Estos conectores se usan en algunas fuentes de alimentación de: - computadoras portátiles - proyectores portátiles - y en particular en los Apple iMac G4. | Cable con conector C5 (conector). Conector de chasis C6 (entrada). |
| |                                                                    |
| Cable con conector C5 (conector). | Conector de chasis C6 (entrada).                                   |
| |                                                                    |

## Conectores C7 y C8
| Los Conectores C7 y C8, con dos clavijas de 2,5 A, existen en versiones polarizadas y no polarizadas. El «conector C7 y C8 no polarizado» (conocido comúnmente como «figura 8» o «escopeta») se usa a menudo en magnetófonos de casete y radios alimentados por red o baterías. El «conector C7 y C8 polarizado» es asimétrico, con un extremo redondeado de manera similar a la versión no polarizada, y la otra cuadrada. Se utiliza en equipos de AV de tamaño completo y fuentes de alimentación de computadoras portátiles, videoconsolas, y equipos similares. Cables «C7 no polarizados» pueden utilizarse con equipos con “conector C8 polarizado”. |  |
| |  |
| |  |

## Conectores C9 y C10
| Conectores no polarizados, rectangulares, con dos clavijas rectangulares, de 6A. | Cable con conector C9 (conector). Conector de chasis C10 (entrada). |
|                                                                                  |                                                                     |
| Cable con conector C9 (conector).                                                | Conector de chasis C10 (entrada).                                   |
|                                                                                  |                                                                     |

## Conectores C11 y C12
Conectores rectangulares con dos clavijas rectangulares de 10 A. Idénticos a los C9/C10 en forma, excepto por una muesca rectangular en la zona superior central.

## Conectores C13 y C14
Conectores polarizados con tres clavijas rectangulares (2,7 x 5,5 mm) de 10A.
Tiene 22,78 mm de ancho en la base, y 15,6 mm de alto; a la altura del centro del conector superior presenta un bisel (forman un ángulo de 90 grados) y dejan una meseta superior de 10,9 mm de ancho. Se llama comúnmente "cable IEC".
La mayoría de computadoras personales utilizan una entrada C14 montada en superficie para conectar el cable de alimentación eléctrica (típicamente un cable con C13 y Schuko o conector NEMA 5 o NEMA 5-15p) a la fuente de alimentación; al igual que muchos monitores, impresoras y otros periféricos o aparatos electrónicos como amplificadores y equipos de sonido profesionales. La mayoría de fuentes de equipos clónicos presentan una salida C13 para alimentar el monitor, aunque esta práctica se va abandonando en los equipos de marca o con fuentes de gama alta, pues varios monitores Thin-film transistor (TFT) presentan la fuente separada del monitor o van a usarse con otros equipos o fines (e.g., los televisores modernos). En los equipos con formato AT ese conector está controlado por el interruptor físico de encendido/apagado. Con la llegada de ATX el conector usualmente está alimentado de forma permanente si está presente en el chasis.
Cables con conectores C14 y C13 en cada extremo son fáciles de conseguir y ordinariamente carecen de fusible. Tienen una variedad de usos comunes incluyendo:
- la conexión de alimentación entre los PC's compatibles y sus monitores;
- prolongadores de los cables de alimentación;
- la conexión a tiras de conexiones C13 (de uso común en montajes en rack para ahorrar espacio y estandarización internacional);
- la conexión del equipo informático a la salida de un sistema de alimentación ininterrumpida (SAI).

## Conectores C15 y C16
| Conectores polarizados con tres clavijas de 10A. Existen dos variantes: - la C15 con una temperatura máxima de 120 °C, - la C15A con una temperatura máxima de 155 °C. Algunas jarras eléctricos y electrodomésticos pequeños, que alcanzan altas temperaturas, utilizan un cable con un conector C15 que se conecta a una entrada C16 en el equipo; su temperatura máxima se extiende a los 120 grados Celsius (120 °C) en lugar de los 70 °C de la combinación C13/C14. En Europa, la designación oficial para los conectores C15 y C16, es de conectores para «alta temperatura». Son casi idénticos en su forma a la pareja C13 y C14, excepto por una cresta bajo la toma de tierra de C16 (para impedir conectar un cable C13), y el correspondiente valle en el conector C15 (lo que no impide que se conecte un cable C15 en un conector C14). Por ejemplo, puede utilizar un cable de jarra eléctrica para alimentar a una computadora, pero no un cable de computadora para alimentar la jarra. La revisión A, que soporta hasta 155 °C, trunca a la mitad el bisel superior de los C13/C15 y presenta una cresta central sobre al toma de tierra. Igual que los anteriores, un cable C15A puede usarse en tomas C16 y C14, pero los C13/C15 no pueden conectarse físicamente en una entrada C16A. Muchas personas no son conscientes de las sutiles diferencias entre las parejas de conectores C13/C14 y C15/C16, y se refieren a estos últimos como kettle plug y kettle lead (enchufe y cable de tetera, en el Reino Unido) y jug plug (enchufe de jarra en Australia). En el Reino Unido los conectores C15 y C16 han reemplazado y dejado obsoleto el appliance plug en la mayoría de usos. | Cable con conector C15 (conector). Conector de chasis C16 (entrada). C15A (conector). C16A (entrada). |
| | |
| Cable con conector C15 (conector). | Conector de chasis C16 (entrada).                                                                     |
| | |
| C15A (conector). | C16A (entrada).                                                                                       |
| | |

## Conectores C17 y C18
| Conectores polarizados con dos clavijas de 10A. Similares a los C13/C14, sin embargo, los C17 y C18 no tienen una tercera clavija de conexión a tierra. Una entrada C18 puede aceptar un cable C13, pero una entrada C14 no acepta un cable C17. Los cables C13 de tres hilos se utilizan muchas veces en lugar de los C17 de dos hilos, por ser mucho más fáciles de conseguir. En esos casos el cable de toma de tierra no se conecta. La serie de máquinas de escribir eléctricas IBM Wheelwriter, es una de sus usos más comunes. Otra aplicación común son las fuentes de alimentación de las videoconsolas Xbox 360, en lugar de los conectores C15/C16 utilizados inicialmente. | Cable con conector C17 (conector). Conector de chasis C18 (entrada). |
| |                                                                      |
| Cable con conector C17 (conector). | Conector de chasis C18 (entrada).                                    |
| |                                                                      |

## Conectores C19 y C20
| Conectores polarizados con tres clavijas de 16A. Son similares a los conectores C13 y C14, pero rectangulares (sin esquinas biseladas), y con las clavijas un poco más grandes, giradas de modo que son paralelos al eje longitudinal del conector. Los conectores C19 y C20 se utilizan para algunas aplicaciones de sala de servidores, donde las altas corrientes son obligatorias. Por ejemplo: - en servidores de alto rendimiento, - sistemas de alimentación ininterrumpida (SAI o UPS), - Power Distribution Unit (PDU), - y similar equipamiento de centro de datos. | Cable con conector C19 (conector). Cable con conector C20 (entrada). |
| |                                                                      |
| Cable con conector C19 (conector). | Cable con conector C20 (entrada).                                    |
| |                                                                      |

## Conectores C21 y C22
| Conectores polarizados con tres clavijas de 16A. Misma disposición de las clavijas que en los C19/C20, pero con la forma biselada del conector de los C13/C14. Temperatura máxima de 155 °C. | Cable con conector C21 (conector). Conector de chasis C22 (entrada). |
| |                                                                      |
| Cable con conector C21 (conector). | Conector de chasis C22 (entrada).                                    |

## Conectores C23 y C24
| Conectores polarizados con dos clavijas de 16A y la misma forma que los C19/C20 excepto por carecer de toma de tierra. | Cable con conector C23 (conector). Conector de chasis C24 (entrada). |
| |                                                                      |
| Cable con conector C23 (conector).                                                                                     | Conector de chasis C24 (entrada).                                    |